# Kuala Batahan
Kuala Batahan is een bestuurslaag in het regentschap Mandailing Natal van de provincie Noord-Sumatra, Indonesië. Kuala Batahan telt 1951 inwoners (volkstelling 2010).